# Better in Time
Better in Time este cel de-al treilea single extras de pe albumul Spirit, al cântăreței de origine engleză, Leona Lewis.

## Informații generale
După succesul obținut de Bleeding Love, Lewis a început comercializarea unui nou cd single. Acesta conține două melodii: Better in Time și Footprints in the Sand. Fiind produse de J. R. Rotem și Andrea Martin, ambele piese au fost lansate la data de 7 martie a anului 2008.
Deși ambele piese au beneficiat de videoclipuri, Better in Time s-a dovedit a fi mai de succes, înregistrând poziții înalte în topurile din Europa. În România, melodia a obținut poziția cu numărul șapte în clasamentul celor mai difuzate piese la posturile radio. Footprints in the Sand a beneficiat de succes, însă numai regional, în Regatul Unit.
În timpul promovării acestor două single-uri, Lewis a călătorit în Africa de Sud pentru a putea fi martoră la acțiunile caritabile din acea regiune. Imagini din călătoria sa pot fi vizualizate în videoclipul melodiei Footprints in the Sand.

## Poziții ocupate în clasamente
| Clasamentul (2008)     | Poziția maximă |
| ---------------------- | -------------- |
| Bulgaria               | 2              |
| Canada                 | 24             |
| Croația                | 4              |
| Irlanda                | 4              |
| Lituania               | 47             |
| Noua Zeelandă          | 9              |
| Polonia                | 14             |
| România                | 6              |
| Suedia                 | 5              |
| Billboard Hot 100      | 22             |
| U.S. Billboard Pop 100 | 45             |
| United World Chart     | 23             |